# Tapta
Tapta, née Maria Wierusz Kowalski le 7 avril 1926 à Kościan et morte le 27 décembre 1997 à Bruxelles, est une sculptrice belge d'origine polonaise. Elle contribue à diversifier la création textile et ouvre la voie vers la recherche pluridisciplinaire. Elle influence des générations d’artistes à travers sa pratique et son enseignement à La Cambre et au Tamat.

## Biographie
Maria Wieruz Kowalski est née à Kościan en Pologne, le 7 avril 1926. Son père, Władysław Boye est ingénieur et sa mère, et d'Anna Maria Rzaśnicka, peintre. Son mari Krzysztof Wieruz Kowalski est le petit-fils du peintre Alfred Wierusz-Kowalski (1849-1915). Durant la seconde Guerre mondiale, elle entre dans la résistance avec son mari Christophe Wierusz-Kowalski. Ils participent à l’insurrection de Varsovie en 1944 puis fuient le pays pour s'exiler en Belgique comme réfugiés politiques. Elle étudie à l'École nationale supérieure des arts visuels de La Cambre à Bruxelles et obtient son diplôme de l' Atelier d’Art du Tissu en 1949,,.
Elle vit alors avec son mari, pendant dix ans, de 1950 à 1960, au Congo belge où elle se familiarise avec des techniques textiles et en expérimente de nouvelles,.
Sa carrière artistique commence véritablement à son retour, avec une première exposition en 1966, à la Galerie des métiers à Bruxelles.
Dès ces débuts, elle renouvelle l'art de la tapisserie avec des matériaux bruts dans une gamme réduite de couleurs souples et des formes sculpturales, souvent monumentales. Elle travaille des sculptures de cordages très structurés dont la dernière réalisation marquante est la station de métro Veeweyde, à Bruxelles, intitulée « Voûtes flexibles » (1983-1985),,,.
En 1980, Tapta estime que sa pratique artistique autour du textile l'enferme dans une catégorie considérée plus décorative qu'artistique. Elle se tourne vers des matériaux industriels plus résistants, comme le caoutchouc, le béton, les câbles, et le métal. Elle porte sa recherche sur la flexibilité des matériaux, la rigueur et la radicalité des lignes et des formes découpées, crée des espaces qui n'ont ni intérieur, ni extérieur, des volumes déployés au sol ou couchés. La couleur noire domine, de façon à intensifier l'énergie et la tension. Les œuvres trouvent une nouvelle place dans l’espace, après avoir été suspendues dans les airs, elles prennent appui sur le sol et sont souvent installées en extérieur,,.
En 1985, elle crée « Transit » et en 1992 « Lieu de transition », au Musée d'art contemporain en plein air du Sart Tilman, à l’Université de Liège,– comme des lieux de transition, de médiation et de liberté.
À partir de 1993, elle intègre la lumière à ses œuvres afin de jouer du contraste entre matière et immatérialité. Par la suite, Tapta étend encore sa recherche artistique à la lumière et à l'élément liquide, concevant des  sculptures flottantes conçues pour le lac de Monate et la lagune de Venise pour la Biennale de 1995 et “Esprit Ouvert“, plan d’eau et sculpture en acier à Bruxelles, en 1997,.
De 1976 à 1985, elle dirige l'atelier d'Art textile de La Cambre qu'elle renomme "Sculpture souple" et, à partir de 1980, l'atelier Structure de la Fondation de la tapisserie à Tournai.
Tapta décède le 27 décembre 1997 à Bruxelles.
À l'occasion du dixième anniversaire de sa mort, ses anciens élèves, assistants et amis organisent une exposition dans son ancien atelier, au cours de laquelle ils associent les œuvres de Tapta à celles de neuf artistes contemporains, dont Gwendoline Robin, Luc Grossen, Michel Clerbois, Bénédicte Henderick, Ymane Chabi-Gara, Marc Rossignol, Gudny Rosa Ingimarsdottir et Jean-Marc Liben-Steyns.

## Œuvres
Les œuvres de Tapta figurent dans des musées comme les Musées royaux des Beaux-Arts de Belgique, le Musée d'art contemporain d'Anvers, des collections privées et dans l'espace public comme au Sart Tilman, à la gare du Nord à Bruxelles et à Louvain-la-Neuve. Elle réalise aussi des interventions liées à l'architecture de nombreux bâtiments comme l’ambassade de Belgique à Helsinki, le Centre de Navigation de Butgenbach, la Salle de Conseil de la Communauté française de Belgique à Bruxelles, le hall d’entrée du Ministère des Finances à Bruxelles et à Verviers, le Musée de Louvain-la-Neuve et la station Veeweyde dans le métro bruxellois.
- 1985 : Voûtes flexibles, à la station Veeweyde du Métro de Bruxelles ;
- 1988 : Niké ou Projection de forces, à Louvain-la-Neuve (angle de la rue des Bruyères et de la rue Pierre-Joseph Redouté) ;
- 1992 : 
  - Transit, au Musée d'art contemporain en plein air du Sart Tilman, à l'Université de Liège ;
  - Lieu de transition, au Musée d'art contemporain en plein air du Sart Tilman, à l'Université de Liège ;
- 1995 : Pour Venise, Biennale de Venise[7]
- 1997 : L'esprit ouvert, sur le boulevard du Roi Albert II, à Bruxelles[12]

Sculptures souples
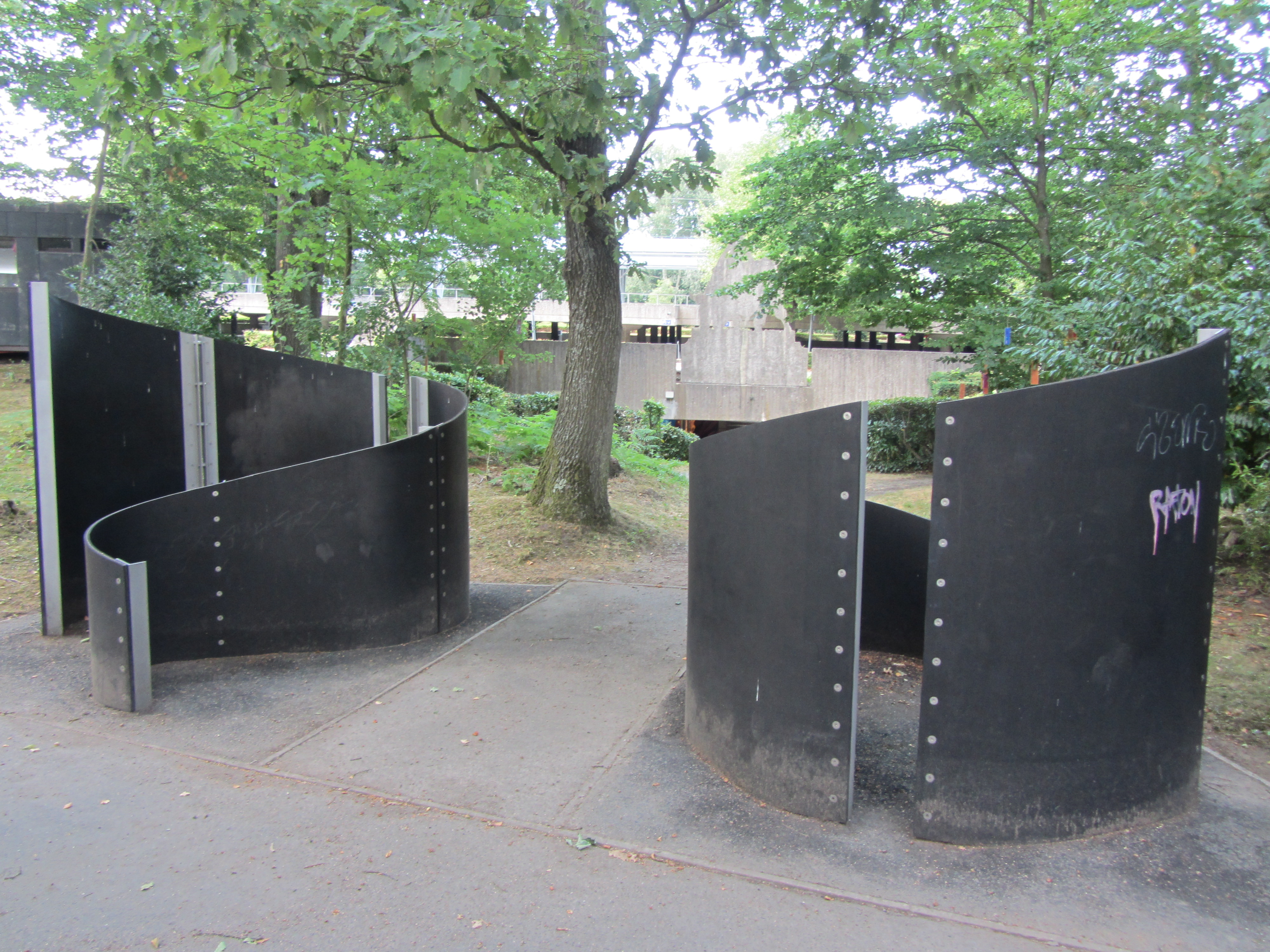
Transit au Musée en plein air du Sart-Tilman.
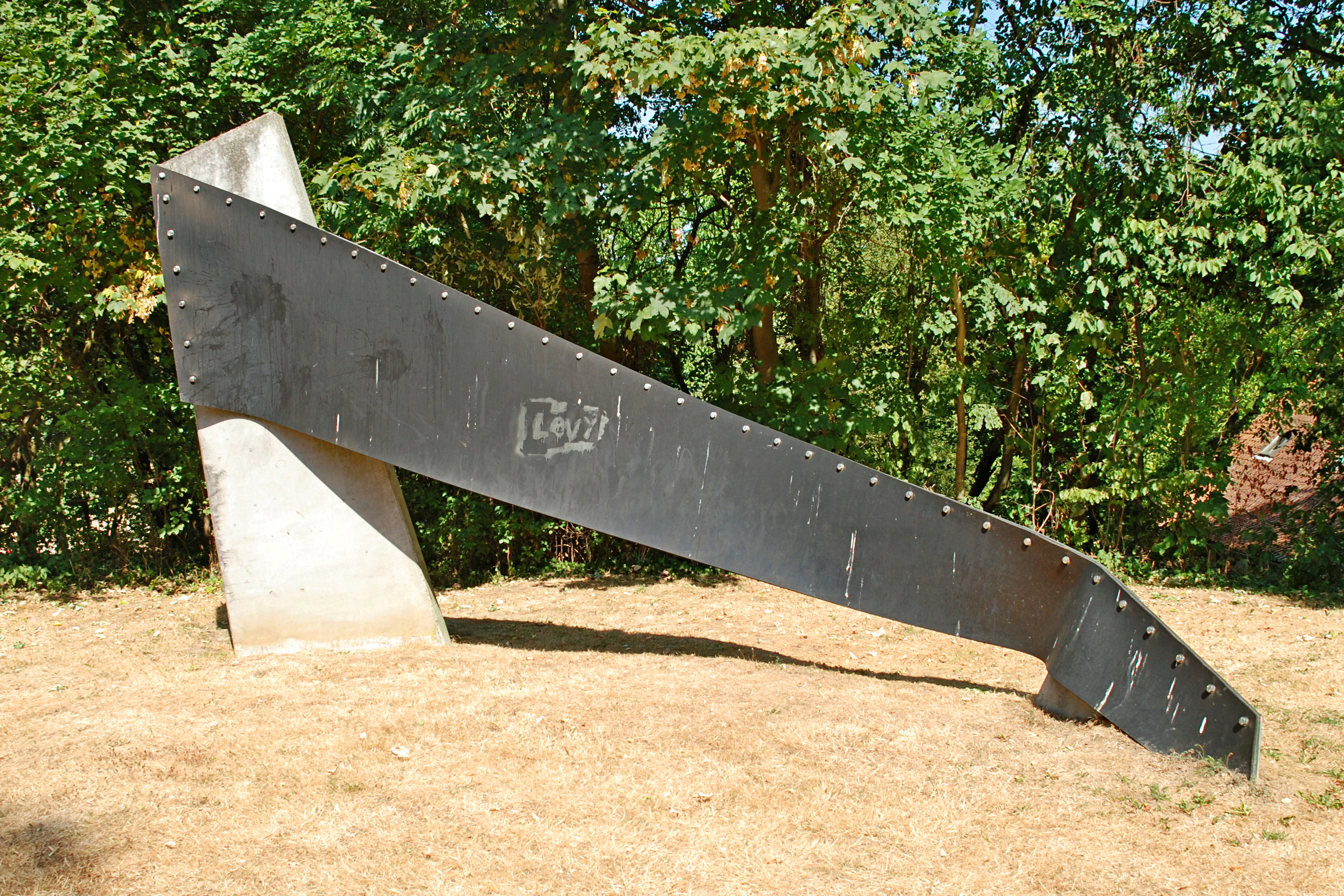
Niké ou Projection de forces à Louvain-la-Neuve.
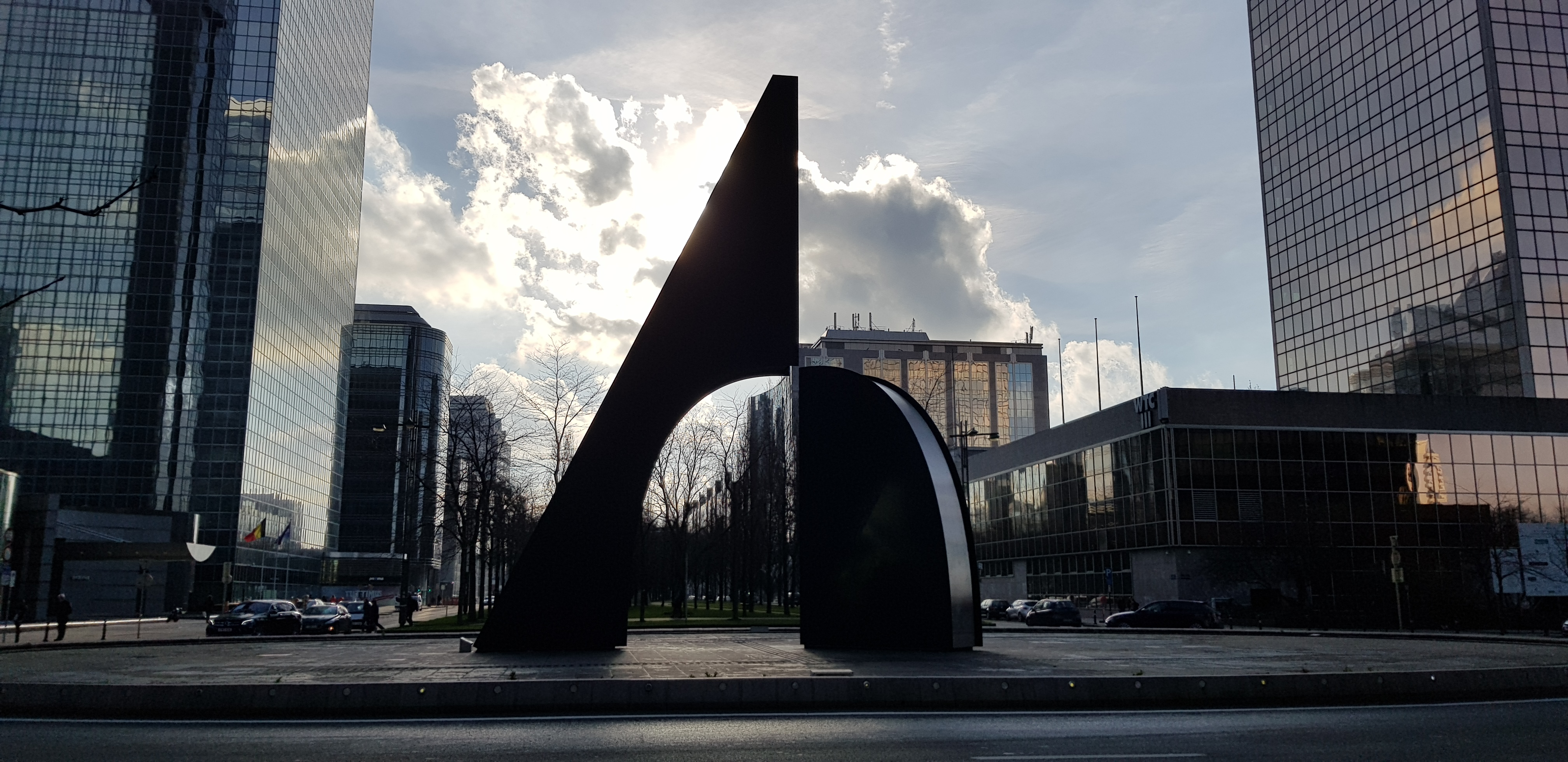
Esprit ouvert, Boulevard du Roi Albert II à Bruxelles

## Expositions (sélection)
- 1969 : 4e Biennale internationale de Lausanne
- 1975 : Triennale internationale de la tapisserie, Łódź[4]
- 1979 : Triennale internationale de la tapisserie, Łódź[4]
- 1980 : 10e Biennale internationale de Lausanne
- 1981 : Musée d'art moderne de Paris[4]
- 1982 : Intégration, musée de Louvain-la-Neuve[4]
- 1985 : 
  - Fibres Art 85, Musée des arts décoratifs de Paris
  - Artelaguna, Biennale de Venise
- 1986 : Musée de Verviers
- 1995 : Belgio, Carignan
- 1994 : Confrontations, Anvers, Bruxelles, Liège…
- 1997 : 
  - Galerie La Cité, Luxembourg
  - Zacheta, Varsovie
- 2008 : Tapta, affinités.Tapta et 9 artistes contemporains, Atelier Tapta, Bruxelles[9]
- 2011 : Tapta 1926-1997, Grande Halle des abattoirs, Mons[13]
- 2017 :  Sculpting Belgium, La sculpture en Belgique durant les Trente Glorieuses 1945 / 1975, La Patinoire Royale, Galerie Valérie Bach, Bruxelles[14]
- 2019 : Hommage à Tapta Wierusz-Kowalski, Tamat, Tournai[15]

## Distinctions
- 1964 : Prix Alphonse Muller[4]
- 1975 : Prix de la ville de Łódź[14]
- 1968 : Prix de la Commune de Forest[14]

## Élèves
- Marie-Jo Lafontaine
- Ann Veronica Janssens
- Monica Droste (nl)